# Трели (Удине)
Трели је насеље у Италији у округу Удине, региону Фурланија-Јулијска крајина.
Према процени из 2011. у насељу је живело 214 становника. Насеље се налази на надморској висини од 770 м.